# میرزا رضا تبریزی
میرزا رضا مهندس باشی تبریزی (۱۱۶۷ - ۱۲۶۲ خورشیدی) مهندس سیویل، طراح شهری و مترجم دوران محمدشاه بود و طراحی و نقشه مدرسه دارالفنون از کارهای اوست.

## زندگینامه
میرزا رضا متولد ۱۲۰۳ قمری و پدرش در تشکیلات حکومتی عباس میرزا در تبریز به کارهای دیوانی مشغول بود. در جوانی به مهندس شهرت داشت و به مأموریت های نقشه برداری از مرز ایران و روسیه اعزام شده بود.
وی در سال ۱۲۳۰ قمری و در سن ۲۷ سالگی به همراه چهار نفر دیگر برای تحصیل به انگلستان فرستاده شد تا در رشته توپخانه و فن قلعه و استحکامات تحصیل نماید. او در هنگام اعزام با درجه سلطان توپخانه مشغول خدمت لشکری بود. میرزا رضا دوره چهار ساله آکادمی نظامی سلطنتی را در وول‌ویچ با سختی گذراند و در سال ۱۳۳۴ قمری به ایران بازگشت و در لشکر آذربایجان زیر نظر عباس میرزا مشغول کار گردید.

## آثار
میرزا رضا در لشکر کشی محمد شاه به هرات شرکت داشت و در ساخت سنگر و احداث قلعه همکاری میکرد. از آثار دیگر وی میتوان به تهیه نقشه ساختمان دارالفنون اشاره نمود که توسط محمدتقی خان معمارباشی ساخته شد. همچنین وی طراحی و ساخت سد ناصری در رودخانه کرخه را در سال ۱۲۶۸ قمری عهده دار بود.

## تألیف و ترجمه
میرزا رضا در ترجمه و تألیف نیز فعال بود و آثاری از خود باقی گذاشته است:
- ترجمه تاریخ پطر کبیر.
- ترجمه تاریخ تنزیل و خرابی دولت روم.
- ترجمه تاریخ ناپلئون اول.
- ترجمه صواعق النظام.
- رساله‌ای در فشنگ.
- جغرافیای رودبار و قصران.[۱]

## مرگ
میرزا رضا مهندس باشی در سن ۹۶ سالگی در اثر حادثه سقوط از ارتفاع در منزل خودش فوت نمود.